# Mura di Manciano
Le mura di Manciano costituiscono il sistema difensivo dell'omonimo borgo di origini medievali.

## Storia
La cinta muraria fu costruita dagli Aldobrandeschi nel tardo Duecento, proprio nello stesso periodo in cui veniva costruita la Rocca aldobrandesca, una delle più possenti dell'intero territorio controllato dalla nobile famiglia.
Il circuito delle mura venne dotato di numerose e imponenti strutture turriformi, con funzioni di avvistamento e di difesa, tali da rendere il borgo di Manciano uno dei più fortificati dell'intero territorio in epoca tardomedievale.
Durante la dominazione senese iniziarono i primi rimaneggiamenti che interessarono sia la rocca che le altre strutture difensive.
Dopo il passaggio di Manciano nel Granducato di Toscana e la stabilizzazione politica della zona, i rischi di eventuali assedi si erano notevolmente ridotti, tanto che buona parte delle strutture difensive fu adibita ad altri usi.

## Descrizione
Le mura di Manciano delimitano quasi interamente il nucleo storico dell'omonimo centro, che si sviluppa nella parte più elevata della collina.
La cerchia si sviluppa a forma grossolanamente ellittica e si presenta sotto forma di cortine murarie rivestite prevalentemente in arenaria, elemento geologico che contraddistingue l'area meridionale delle Colline dell'Albegna e del Fiora. Alcuni tratti delle mura si presentano a vista, mentre altri risultano addossati a pareti esterne di edifici o parzialmente incorporate in edifici abitativi.
Le originarie undici torri di avvistamento sono state notevolmente modificate in epoche recenti e adibite ad uso abitativo, pur essendo ancora riconoscibili con il loro impianto lungo il perimetro della cerchia; soltanto due torri si sono mantenute pressoché intatte, una situata lungo via Trento ed un'altra a sezione circolare che si eleva presso Porta Fiorella, che risulta essere la porta di accesso al borgo meglio conservata.